# Utut Adianto
Utut Adianto Wahyuwidayat (Jacarta, 16 de Março de 1965) é um GM de xadrez indonésio. Desde janeiro de 2006, ele é o melhor enxadrista no ranking FIDE de toda a história da Indonésia com um ELO de 2589.
Utut Adianto apredeu a jogar xadrez ao seis anos, e venceu o Campeonato Junior de Jacarta aos 12 anos. Em 1982, ele venceu o Campeonato Nacional da Indonésia e, em 1986 recebeu o título de GM da FIDE, se tornado o mais jovem indonésio a fazê-lo na época. Desde então, Susanto Megaranto se tornou GM ao receber o título aos 17 anos.

## Ligações Externas
- Partidas de Utut Adianto (em inglês) no ChessGames.com